# Szent Emmerám-székesegyház (Nyitra)
A nyitrai vár Szent Emmerám-székesegyháza a 11. század első felében épülhetett, erre utalnak a legutóbbi régészeti feltárások eredményei. Ez alapján nem valószínűsíthető, hogy a várhegyen állt volna az ún. Pribina templom.

## Építési periódusai
A régészeti ásatások eredményei alapján valószínűsítik, hogy a templomnak már a 11. század közepe előtt állhatott előzménye, korábbi építésekre azonban egyelőre nem sikerült bizonyítékokat találni. A 13. század második felében történt tűzvészt követően átépítették, majd Csák Máté pusztításait követően 1333-1355 között az új gótikus épülethez csatolták.
A kéthajós épületegyüttes három alkotórésze: a 11. századi román templom, a 14. századi, eredetileg gótikus Felső templom, és a 17. századból származó Alsó templom. Domenico Martinelli tervei alapján kapta új barokk formáját 1710-1736 között.
A 14. században olasz mesterek festhették Szent Zoerard-András és Benedek remeték freskóját. Ezt takarta el Johann Pernegger 1662-ben készült oltára (Szelepcsényi oltár), melynek remetéit ábrázoló szobrait a napoleoni háborúk alatt beolvasztották, s helyükre Joachim és Anna szobrait állították.
A mai székesegyházban található védőszentjének szobra, amely egyben Szlovákia legrégibb ismert szobra. 1933-ban került elő. Karol Kmeťko püspök közbenjárására Rómából szent Cirill ereklyét hoztak. 1998 óta bazilika titulussal (II. János Pál pápa által, aki 1995-ben meg is látogatta) rendelkezik. 2007-től kezdve teljes felújításon esett át.